# Macedonia famosa
Macedonia famosa (en griego Μακεδονία ξακουστή, Maquedonía xacustí) es una canción, en ocasiones utilizada como himno de la región griega de Macedonia (Grecia).

## Letra
| Griego | Transliteración | Transcripción AFI | Traducción |
| 𝄆 Μακεδονία ξακουστή, του Αλεξάνδρου η χώρα, 𝄇 𝄆 Που έδιωξες τον τύραννο κι ελεύθερη είσαι τώρα! 𝄇 𝄆 Ήσουν και είσαι ελληνική, Ελλήνων το καμάρι, 𝄇 𝄆 Κι εμείς θα σ'αντικρύζουμε, περήφανα και πάλι! 𝄇 𝄆 Οι Μακεδόνες δε μπορούν να ζούνε σκλαβωμένοι, 𝄇 𝄆 Όλα και αν τα χάσουνε η λευτεριά τους μένει! 𝄇 | 𝄆 Maquedonía xacustí, tu Alexándru hi jóra, 𝄇 𝄆 Pu édioxes ton tiranno qui eléfceri íse tóra! 𝄇 𝄆 Ísun que íse helliniquí, Hellínon to camári, 𝄇 𝄆 Qui hemís ca s’anticrízume, perífana que páli! 𝄇 𝄆 Hi Maquedónes de borún na zúme sclavoméni, 𝄇 𝄆 Hóla que an ta jásune hi lefteriá tus méni! 𝄇 | 𝄆 [mɐce̞ðo̞ˈɲi.ɐ ks̠ɐkuˈs̠ti ǀ] [tu ɐle̞ˈks̠än̪ðru̯i ˈxo̞ɾɐ ǀ] 𝄇 𝄆 [pu ˈe̞ðʝo̞ks̠e̞s̠ to̞n ˈtiɾɐno̞] [ce̞ˈle̞fθe̞ˌɾiːs̠e̞ ˈto̞ɾɐ ‖] 𝄇 𝄆 [ˈis̠uɲ ce̞ ˌis̠e̞ːliɲiˈci ǀ] [e̞ˈlino̞n to̞ kɐˈmäɾi ǀ] 𝄇 𝄆 [ce̞ˈmis̠ θɐ s̠ɐdiˈkriz̠ume̞ ǀ] [pe̞ˈɾifɐnɐ ce̞ ˈpäli ‖] 𝄇 𝄆 [i mɐce̞ˈðo̞ne̞z̠ ðe̞ bo̞ˈɾun] [nɐ ˈz̠ume̞ s̠klɐvo̞ˈme̞ɲi ǀ] 𝄇 𝄆 [ˈo̞lɐ ce̞ ɐn tɐ ˈxäs̠une̞] [i le̞fte̞ɾˈʝä tus̠ ˈme̞ɲi ‖] 𝄇 | 𝄆 Macedonia famosa País de Alejandro, 𝄇 𝄆 Que expulsaste a los tiranos, Y ahora eres libre. 𝄇 𝄆 Fuiste y serás griega, Orgullo de los griegos, 𝄇 𝄆 Y nosotros, los niños griegos, Te trenzamos una corona. 𝄇 𝄆 Los macedonios no pueden Vivir esclavizados, 𝄇 𝄆 Podrán perderlo todo Pero les queda la libertad. 𝄇 |